# Brandhout

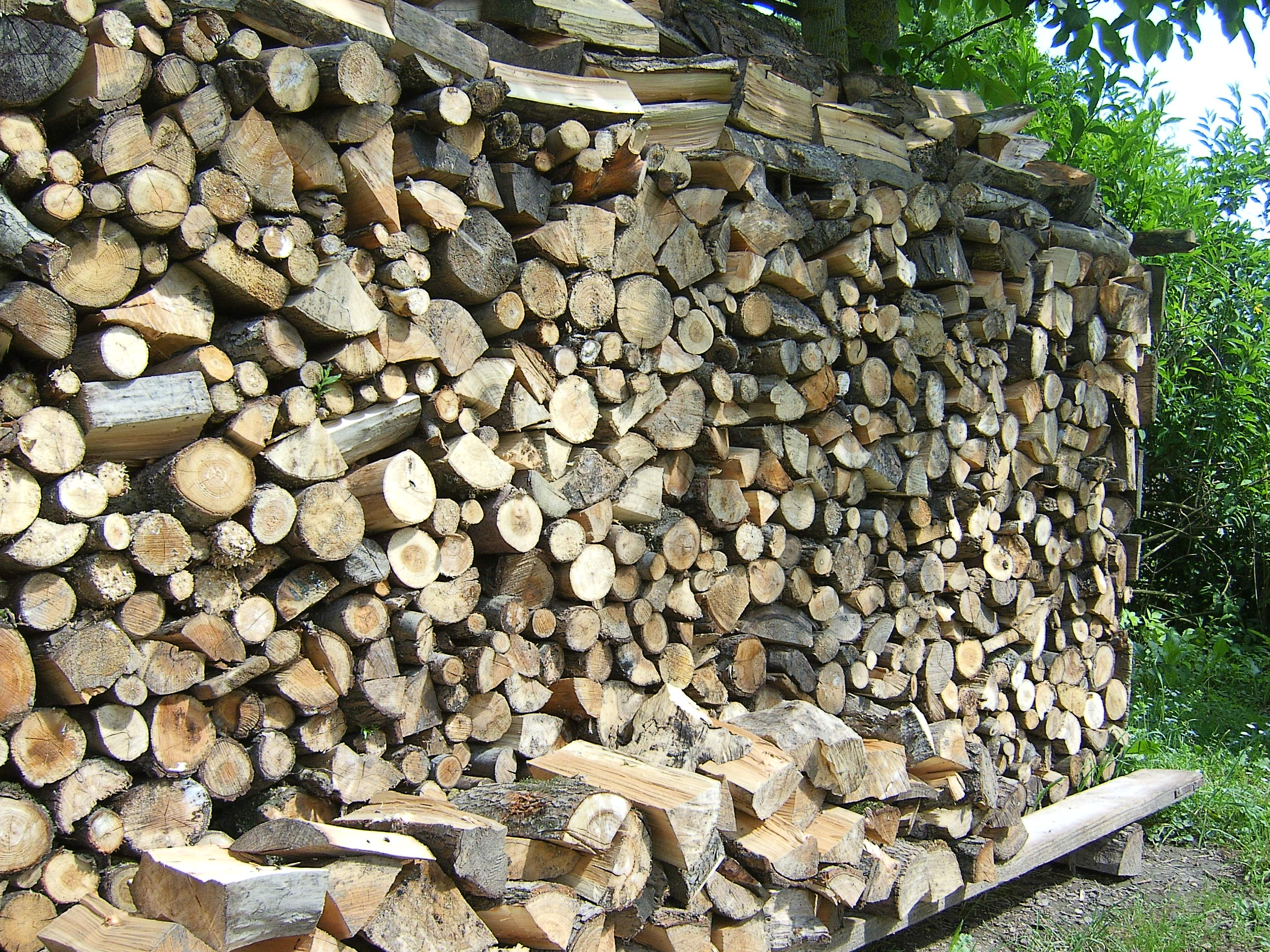
Opgestapeld brandhout

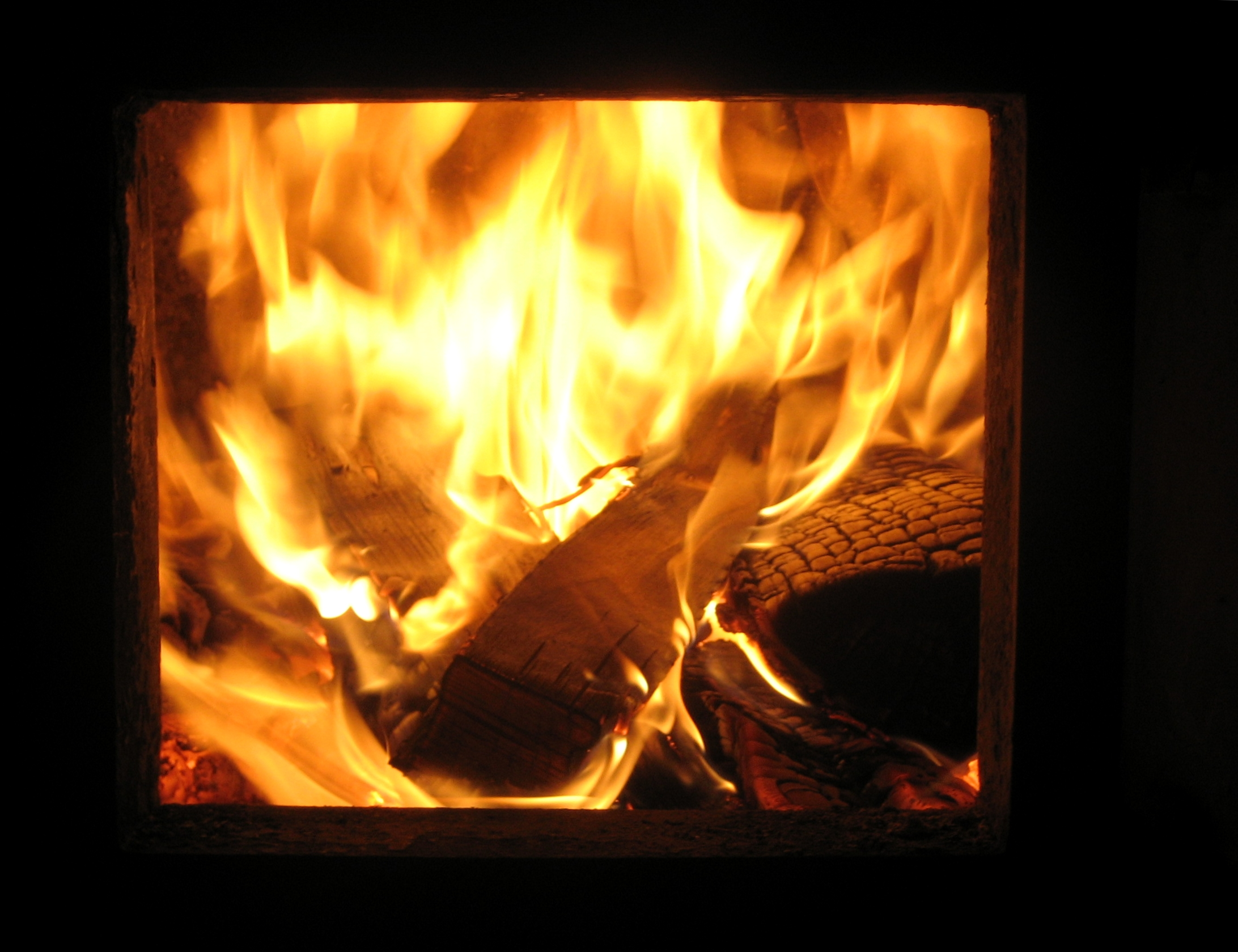
Houtvuur

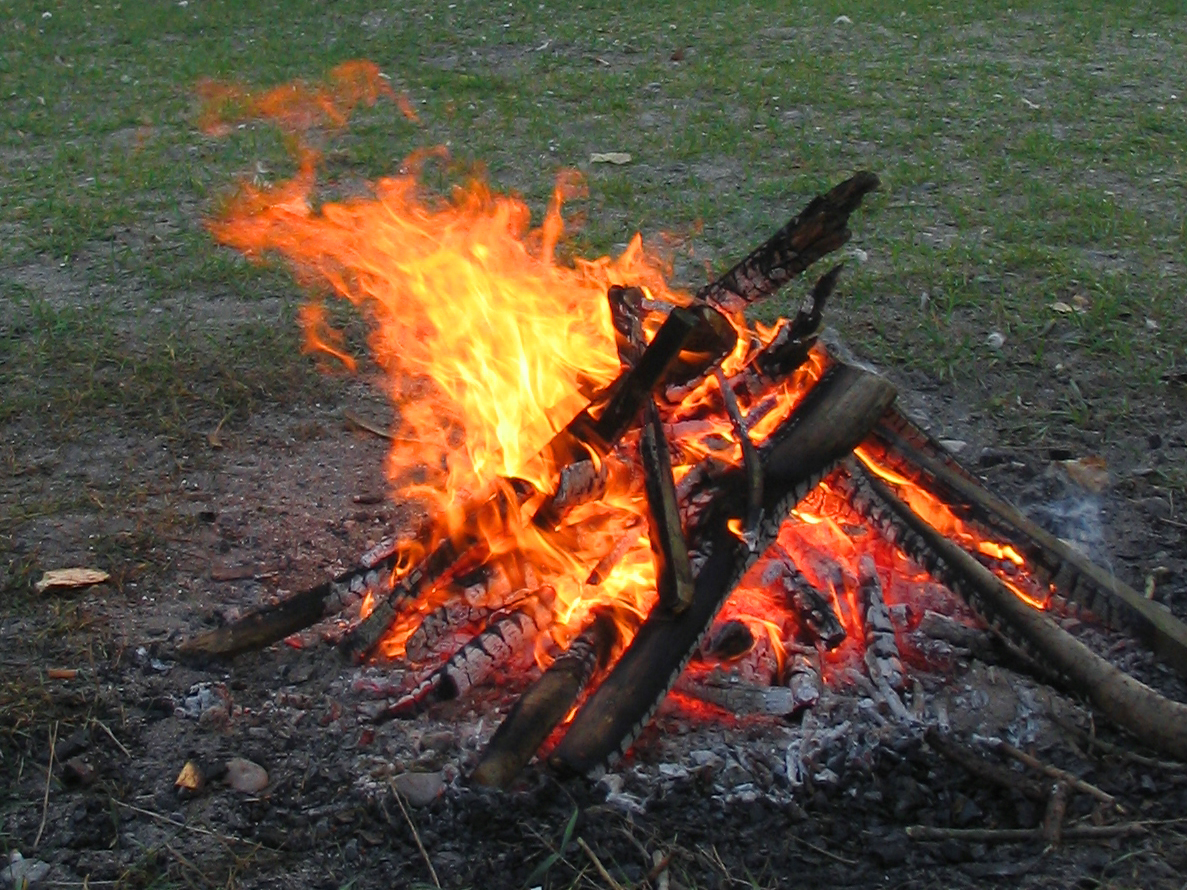
Kampvuur

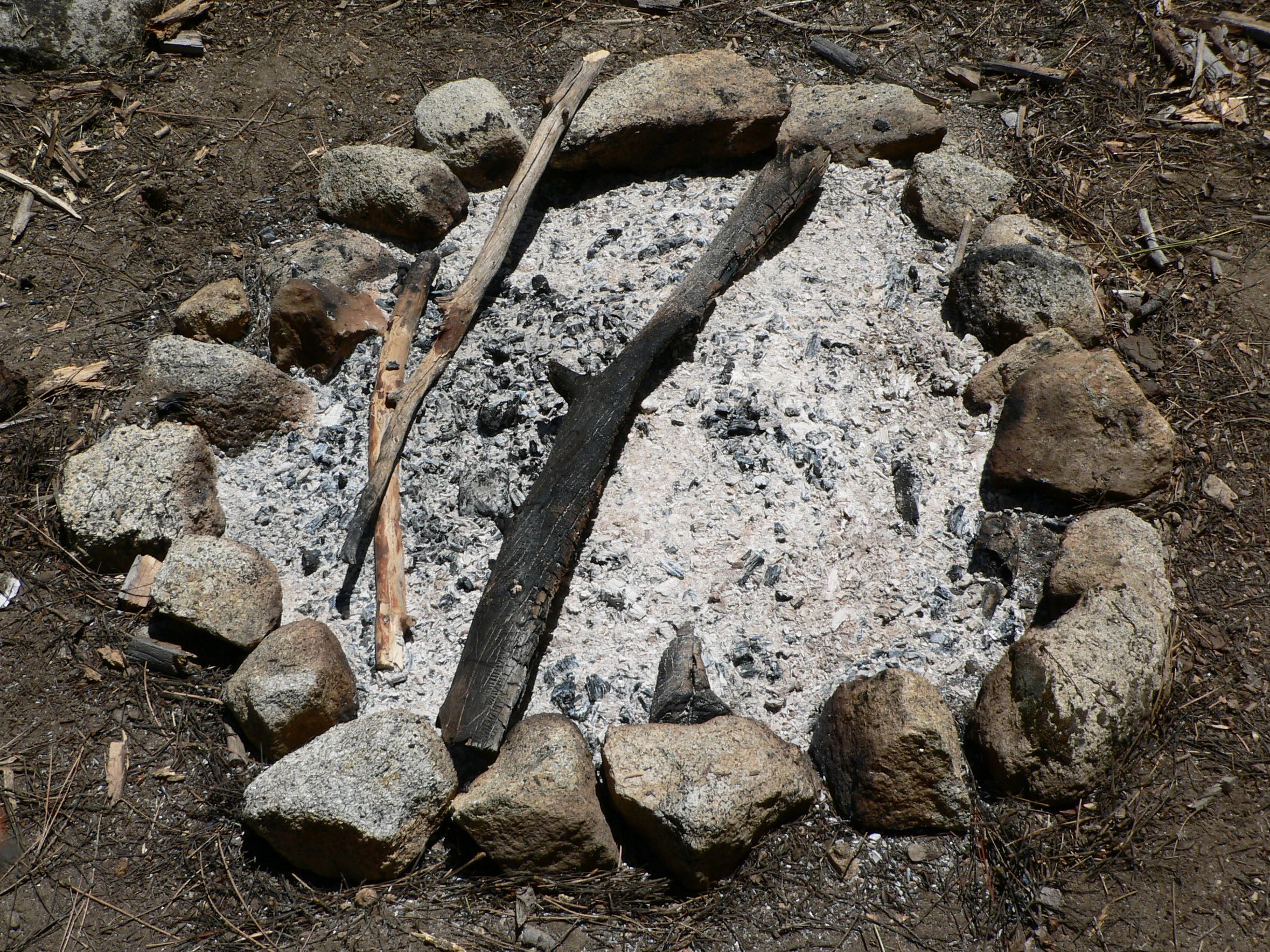
Resten van een kampvuur op een bosbodem, Yosemite National Park.

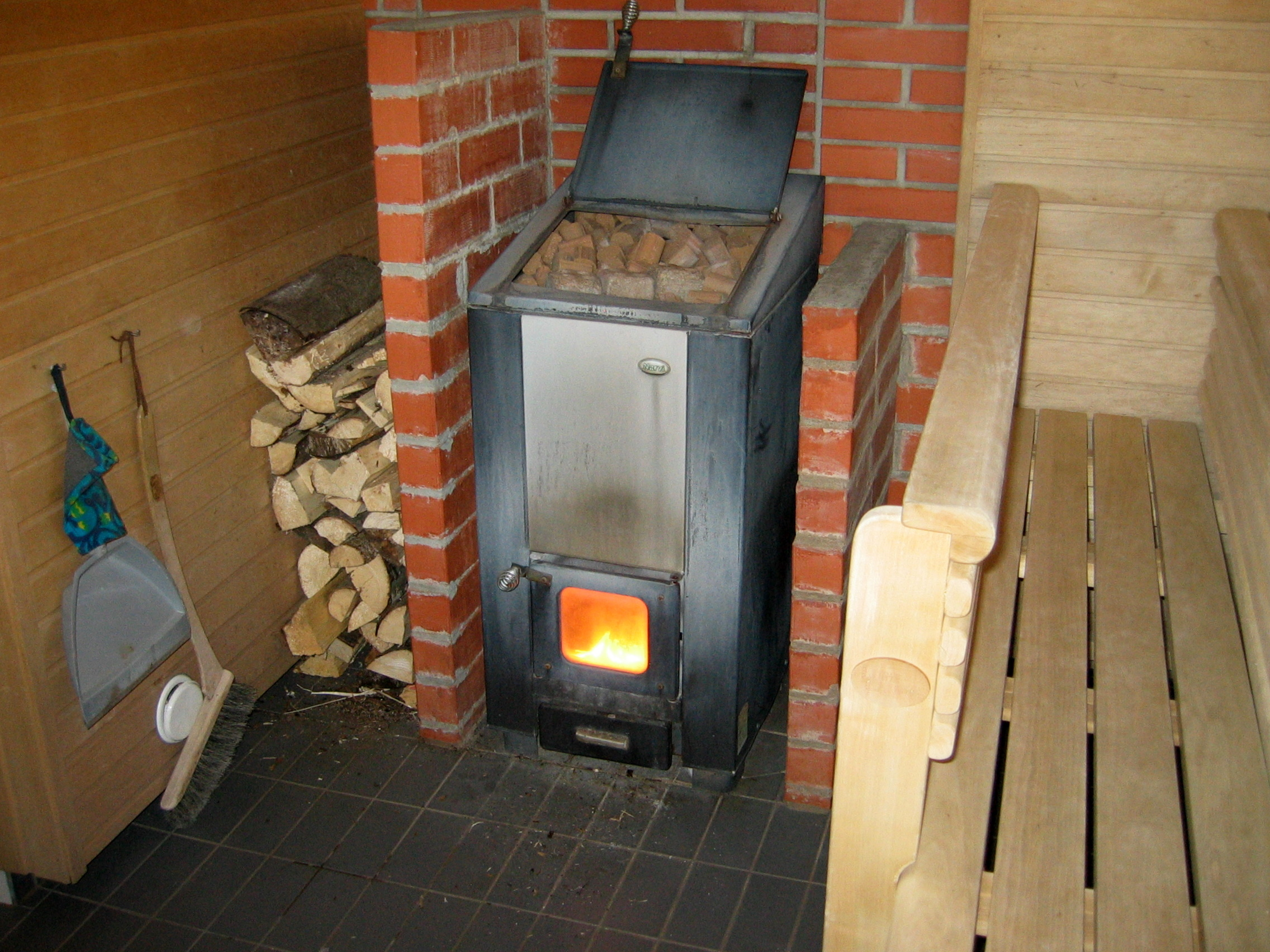
Houtgestookte saunakachel

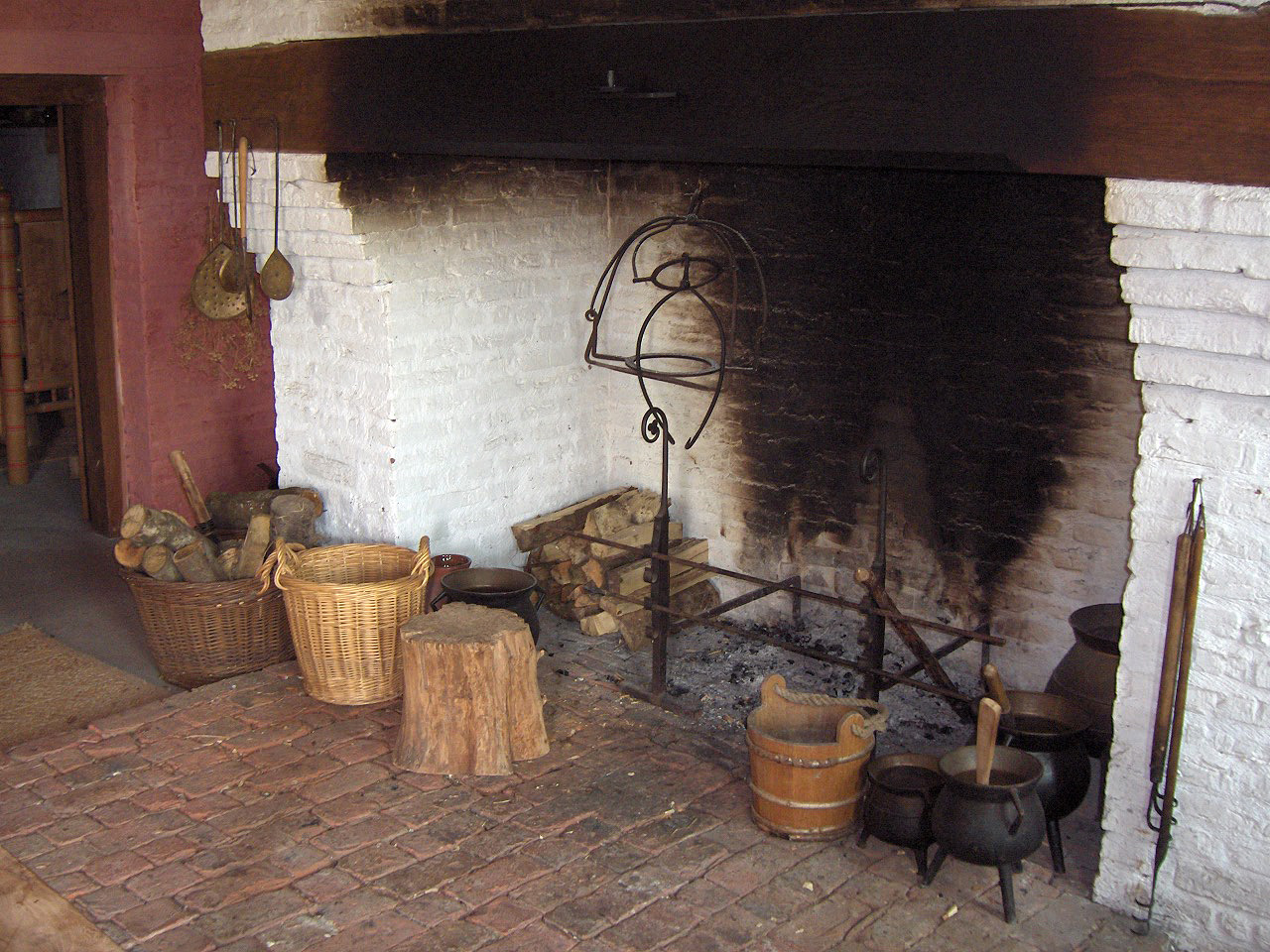
Middeleeuwse haard, bij Oostende, omstreeks 1465.

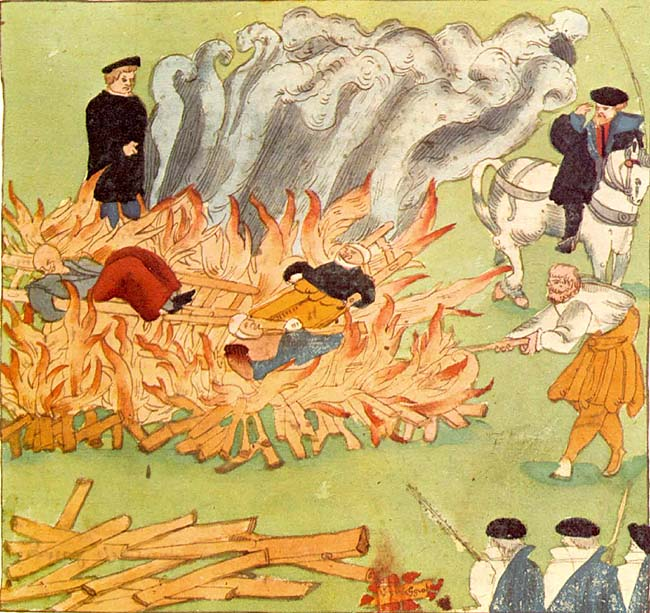
Afbeelding van een brandstapel in de Wickiana, drukwerk uit de zestiende eeuw.

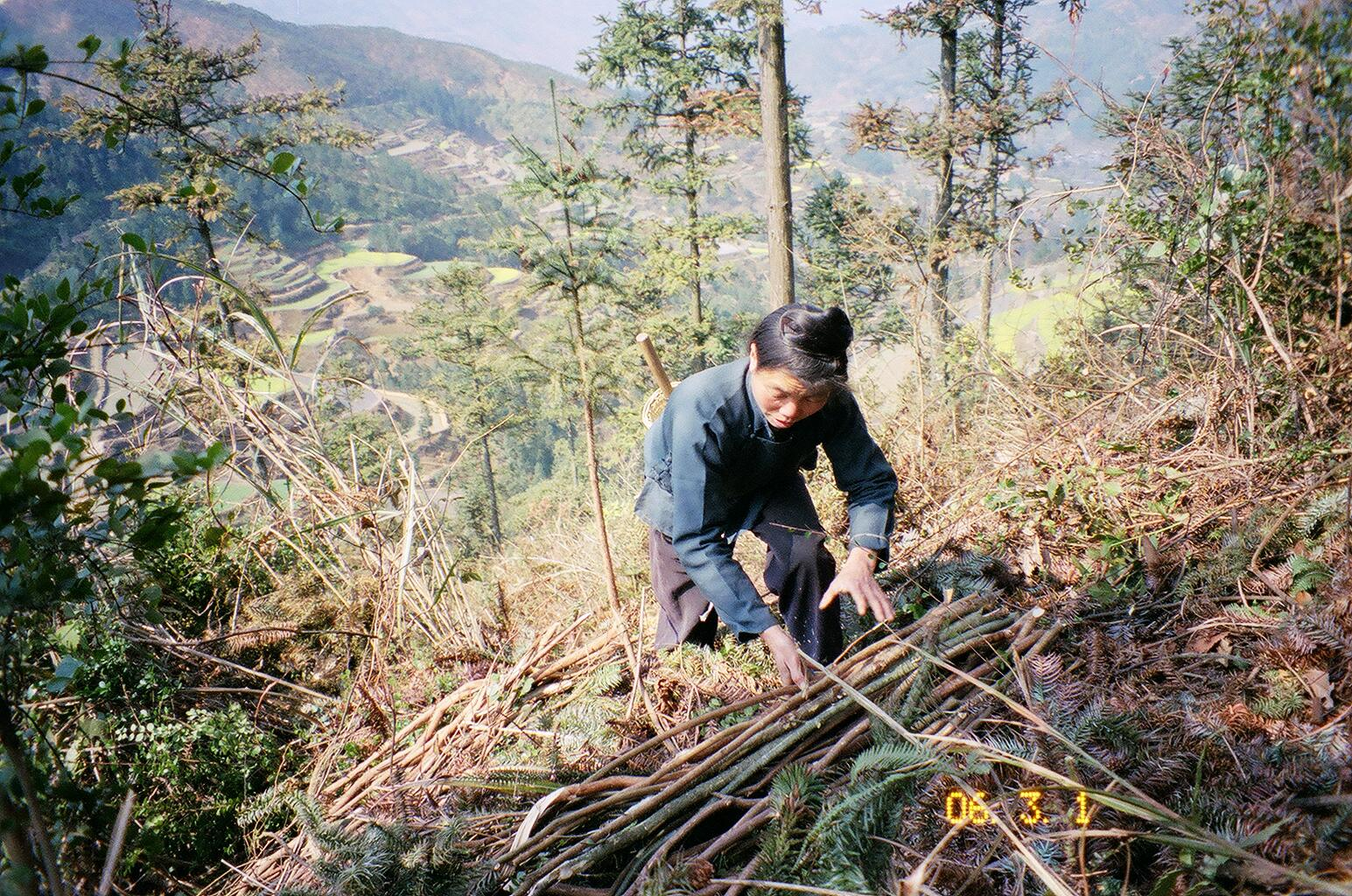
Duurzaam bosgebruik: de bomen worden niet gekapt, maar de twijgen worden geoogst voor brandstof. China, 2006.

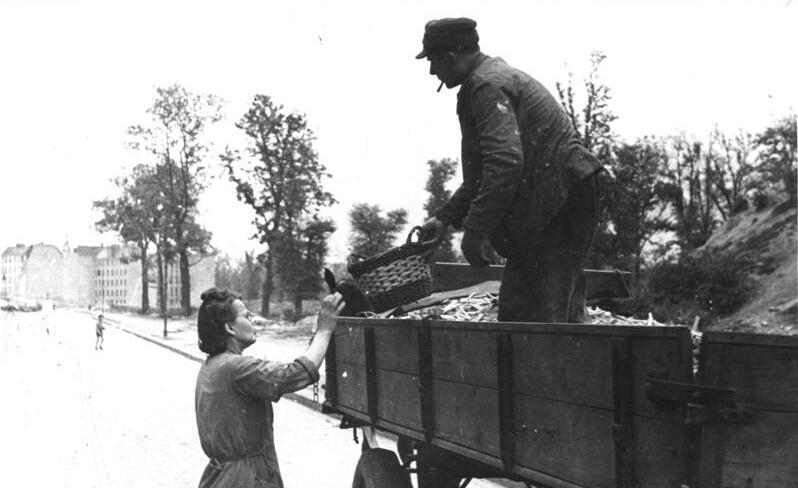
Armoede in Duitsland: ruil van brandhout voor aardappelschillen. (De schillen zijn te gebruiken als veevoer of om te composteren). Berlijn, 1947.

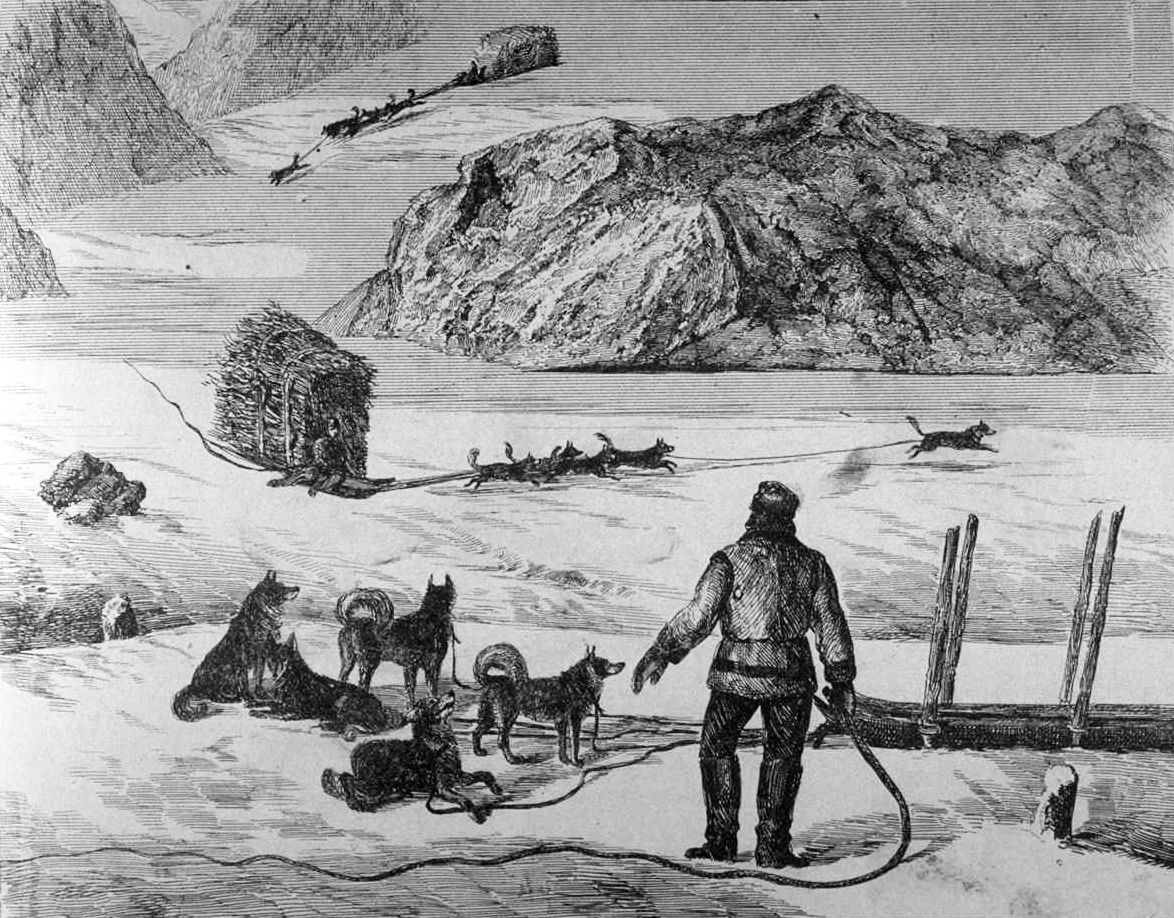
Vervoer van brandhout per hondenslee, Labrador (Canada), 1871.

Brandhout is hout dat bestemd is om verbrand te worden en zo thermische energie, oftewel warmte, te leveren. Het is de oudste brandstof van de mensheid en wordt gebruikt vanaf het moment dat de mens vuur begon te beheersen. Tot de negentiende eeuw was het ook de voornaamste energiebron, onder meer met het uit hout geproduceerde houtskool. Daarna verminderde het belang van brandhout, vooral ten voordele van steenkool en later aardolie. Door de toenemende prijs van deze klassieke energiebronnen kent brandhout vanaf het einde van de twintigste eeuw een hernieuwde populariteit. Behalve als warmtebron wordt brandhout ook gebruikt om voedsel te roken. Onder het kopje Verwante toepassingen zijn nog andere toepassingen van energie uit hout te vinden.
Brandhout kan een duurzame energiebron zijn die ook kan worden aangewend voor de productie van groene stroom. Van alle duurzame energiebronnen moet vooral biomassa (waaronder brandhout) oordeelkundig beheerd worden om uitputting te voorkomen. Te sterke ontbossing voor de ontginning van brandhout heeft in sommige delen van de wereld (onder andere de Sahel) geleid tot verwoestijning.
Brandhout wordt ook als begrip gebruikt, om aan te geven dat iets van mindere kwaliteit is. Voorbeeld: "Sorry hoor, maar dit artikel is brandhout".

## Ontginning van brandhout
Soms wordt brandhout geoogst uit speciaal aangeplante bosjes hakhout, maar in erg bosrijke gebieden is het vaak een bijproduct van het natuurlijke bos. Omgevallen hout dat nog niet is begonnen te rotten heeft de voorkeur, omdat het al gedeeltelijk gedroogd is. Dood hout dat nog rechtstaat is nog beter, omdat het al gedroogd is en weinig rot heeft. Het rooien van dit soort bomen vermindert de snelheid en intensiteit van bosbranden.
Brandhout wordt doorgaans in de winter geoogst, omdat de bomen dan het minste sap bevatten, wat het drogen vergemakkelijkt.

## Verwerken van brandhout
Brandhout moet droog worden verbrand. Daardoor ontstaat een hogere verbrandingstemperatuur en ontstaat minder teer, creosoot en rook. Ook is het rendement van de verbranding hoger doordat minder water verdampt moet worden. De hoeveelheid vocht mag maximaal tussen de 15 en 20% bedragen.
Het hout droogt met een snelheid van ongeveer 5 cm per jaar. De uiteindelijke droogtijd is mede afhankelijk van de houtsoort. Zachte houtsoorten zoals wilg, populier en naaldhout hebben een droogtijd van ten minste 1 jaar, hardhout zoals beuk en es een droogtijd van ten minste 2 jaar. Eikenhout kan men het beste 3 jaar laten drogen. Om vers hout sneller te laten drogen, wordt het gekloofd. Dit gebeurt doorgaans direct na het vellen van de boom, mede omdat vers hout makkelijk splijt. Vooral bij grotere hoeveelheden hout worden kliefmachines ingezet, traditioneel gebruikt men een kloofbijl of een voorhamer en (stalen) spie.
Hout dat in aanraking is geweest met zeewater bevat natriumchloride en kan bij verbranding toxische of schadelijke stoffen uitstoten, die slecht zijn voor de gezondheid en die de kachel en schoorsteen kunnen aantasten.

## Bewaren van brandhout
Het hout wordt best tegen regen beschut, dus bovenaan bedekt of overdekt en liefst zonder overhangende bomen of daken die regenwater op het hout kunnen druppelen. Hout dat onbedekt in de open lucht wordt bewaard zal na ongeveer 20 maanden toch al tot 25% gedroogd zijn.
Het hout mag niet op een natte ondergrond gestapeld worden anders wordt vocht opgezogen. Daartoe wordt het hout op bijvoorbeeld pallets of liggers gestapeld, zodat het hout ook van onderen belucht wordt. Een luchtige, zonnige plek bevordert het drogen.

## Geschiktheid als brandhout
De waarde van brandhout wordt uitgedrukt in energetische waarde. Vrijwel zonder uitzondering bevat een kilo volledig droog hout ongeveer 5,3 kWh energie. Hoe meer vocht in het hout, des te verder deze waarde omlaag gaat; bij 20% vochtigheid naar zo'n 4,2 kWh. Bij verbranding in een houtkachel is sprake van rendementsverliezen doordat een deel van de energie als warme lucht door de schoorsteen ontwijkt.
In de praktijk wordt het hout vaak verhandeld per zak of per kubieke meter gestapeld hout. Enkele veelgebruikte houtsoorten in Noordwest-Europa met hun energiewaarde in kWh per kubieke meter gestapeld hout zijn haagbeuk (2341), beuk (2022), eik en es (1951), berk (1773), den en zwarte els (1561).
Voor brandhout wordt van oudsher vaak hout gebruikt dat minder geschikt is voor andere toepassingen, bijvoorbeeld afvalhout, spaanders, versplinterd, krom of gespleten hout en kleine takken. Het woord brandhout wordt daarom ook wel figuurlijk gebruikt, als pejoratief voor uiteenlopende producten van lage kwaliteit.
Geverfd, geimpregneerd en gelijmd hout is bij de verbranding slecht voor het milieu en mag alleen in daarvoor geschikte systemen verbrand worden.

## Soorten brandhout
De keuze van het meest geschikte brandhout is afhankelijk van de toepassing. Voor open haarden genieten harde loofhoutsoorten de voorkeur omdat ze weinig spatten en een mooi vlammenspel geven. In gesloten houtkachels en speksteenkachels kan ook naaldhout worden verstookt, maar dit is voor open haarden en open vuur minder geschikt omdat het erg vonkt. Het geeft zijn warmte snel af en is daarom wel prima voor gebruik in houtfornuizen.

## Verwante toepassingen
De energie-inhoud van hout kan ook indirect benut worden, bijvoorbeeld in een houtvergasser, of om houtskool te maken. Verder kan (afval)hout tot houtpellets geperst worden om bijvoorbeeld in industriële installaties of pelletkachels gebruikt te worden.